# Доска, Ион Григорьевич
Ио́н Григо́рьевич До́ска (рум. Ion Dosca; род. 2 января 1955, Быковец, Молдавская ССР, СССР) — молдавский советский шашист (в основном выступает в русских и бразильских шашках), международный гроссмейстер (1996). Чемпион мира по бразильским шашкам (1999). Чемпион СССР (1991), многократный чемпион Молдавии по русским шашкам.
Ион Доска — уроженец посёлка Быковец Страшенского района Молдавии. С 12 лет участвовал в соревнованиях «Чудо-шашки». Воспитанник И. Б. Функа. В 15 лет стал чемпионом Молдавской ССР среди юношей. Первые его успехи на всесоюзном уровне датируются началом 1970-х годов: в 1971 году 16-летний Ион стал серебряным призёром юниорского первенства ВДСО профсоюзов, а через год выиграл это соревнование. В 1974 году он выиграл свой первый чемпионат Молдавии среди взрослых и стал мастером спорта.
Доска является одним из наиболее титулованных спортсменов Молдавии. Помимо победы на чемпионате мира 1999 года в Сан-Каэтану-ду-Сул он также несколько раз становился серебряным (в 1996) и бронзовым (в 1993, 2004 и 2007 годах) призёром турниров на первенство мира по бразильским шашкам. Доска — последний чемпион СССР по русским шашкам (1991 год) и двукратный обладатель Кубка СССР (1980 и 1990 годы). В 2008 году на Всемирных интеллектуальных играх он завоевал серебряную медаль в соревнованиях по бразильским шашкам, уступив в финале представителю России Олегу Дашкову. Доска — 19-кратный чемпион Молдавии по русским шашкам, чемпион США 2000 года по пул чекерсу, чемпион мира по русским шашкам среди ветеранов (2012).
После победы на чемпионате мира 1999 года Ион Доска был удостоен ордена «Трудовая слава» и номинировался местной спортивной прессой на звание спортсмена года.
Осенью 2010 года был кандидатом в депутаты Парламента Республики Молдова от Экологической партии Молдовы «Зелёный альянс»
4 сентября 2019 года награждён Орденом Республики.

## История участия в центральных международных турнирах по бразильским и русским шашкам
| Год  | Уровень | Место проведения   | Турнир/Матч                | Результат | Место |
| ---- | ------- | ------------------ | -------------------------- | --------- | ----- |
| 1993 | ЧМ      | Агуас-ди-Линдоя    | Турнир                     | 21/36     | 3—4   |
| 1996 | ЧМ      | Белу-Оризонти      | Турнир                     | 20/30     | 2     |
| 1997 | ЧМ      | Кишинёв            | Матч с А. Шварцманом       | +0=9-3    | 2     |
| 1999 | ЧМ      | Сан-Каэтану-ду-Сул | Турнир                     | 18/26     | 1     |
| 2004 | ЧМ      | Убатуба            | Турнир                     | 10/18     | 3     |
| 2006 | ЧМ      | Актобе             | Турнир                     | 16/28     | 7     |
| 2007 | ЧМ      | Саарбрюккен        | Турнир                     | 15/22     | 3     |
| 2008 | ВИИ     | Пекин              | Турнир (швейц. + плей-офф) | +4=3-0    | 2     |
| 2008 | ЧМ      | Ресифе             | Турнир (швейц. + плей-офф) | 8/14      | 9—12  |
| 2013 | ЧМ      | Санкт-Петербург    | Турнир (швейц.)            | +2=7-0    | 11    |